# Herman Frijda
Herman Frijda (Amsterdam, 22 juli 1887 - Auschwitz, eind oktober/begin november 1944) was een Nederlandse econoom en hoogleraar Economie aan de Universiteit van Amsterdam. Hij werd in 1944 in Auschwitz omgebracht.
Frijda werd geboren in Amsterdam op 22 juli 1887 als zoon van Leon Frijda, eigenaar van een kledingwinkel, en Jetta Sanders. Hij studeerde rechten aan de Universiteit Leiden. Daar toonde hij reeds bijzondere belangstelling voor zijn latere vak, de economie, dat in die tijd nog onderwezen werd aan de rechtenfaculteit. Aan dezelfde universiteit promoveerde hij in 1911 tot doctor in de rechtswetenschap en in 1914 in de staatswetenschappen bij prof. Hendrik Barend Greven op de dissertatie "De theorie van het geld en het Nederlandsche geldwezen" (Haarlem, 1914). Na zijn studie was hij van 1915 tot 1916 werkzaam bij de Gemeentelijke Woningdienst Amsterdam en vanaf 1917 vervulde hij functies in het bankwezen, bij de Kas-Associatie te Amsterdam. Daarnaast was hij van 1916 tot 1921 privaatdocent in de economie aan de Universiteit Leiden.
In 1921 werd Frijda hoogleraar in de staathuishoudkunde en de statistiek aan de Universiteit van Amsterdam. Zijn hele werkzame leven wijdde hij verder aan dit hoogleraarschap. Het zwaartepunt van zijn aandacht lag op het doceren. Zijn wetenschappelijk oeuvre is weinig omvangrijk gebleven. Een hoogtepunt in zijn universitaire loopbaan was zijn rectoraat van de Amsterdamse universiteit, waarbij hij ook op 9 september 1938 als promotor fungeerde bij de verlening van het eredoctoraat in de economische wetenschappen aan koningin Wilhelmina. Ook was hij voorzitter van de Amsterdamse Commissie van Gemeentegiro, die in 1931 haar rapport uitbracht, en oprichter van het Genootschap voor Economische Wetenschappen.
In november 1940 moest Frijda vanwege zijn joodse afkomst op last van de bezetter zijn activiteit als hoogleraar staken. Frijda was de enige persoon die begin 1941 gevraagd was toe te treden tot de Joodsche Raad en dat om principiële redenen weigerde. Tijdens zijn onderduikperiode werd op 30 september 1943 zijn zoon Leo gefusilleerd. Deze maakte deel uit van de verzetsgroep CS-6, die zich o.a. bezighield met aanslagen op helpers van de Duitse bezettingsmacht en met sabotagedaden. Op 19 juli 1944 werd Frijda op zijn onderduikadres in Leeuwarden gearresteerd om via het Huis van Bewaring en het kamp te Westerbork naar Auschwitz te worden vervoerd, waar hij in 1944 werd gedood.

## Persoonlijk
Frijda was getrouwd met Dora Hermance Charlotte Frank. Ze hadden een dochter Jetta (Jetteke) Sandra, die bevriend was met Margot Frank, en twee zoons, de verzetsheld Leo en hoogleraar psychologie Nico Frijda.